# VX-9
L'Air Test and Evaluation Squadron Nine (AIRTEVRON NINE o VX-9), noto anche come "The Vampires" è uno squadrone di test e valutazione aerea della Marina degli Stati Uniti con sede presso la Naval Air Weapons Station China Lake, California. Utilizzando il codice di coda XE, lo squadrone gestisce numerosi velivoli ed elicotteri della Marina degli Stati Uniti e del Corpo dei Marines degli Stati Uniti.

## Storia
L'Air Test and Evaluation Squadron Nine (VX-9), originariamente Air Development Squadron Five (VX-5), fu creato il 18 giugno 1951 alla Naval Air Station Moffett Field, in California. Era formato da 15 ufficiali, 100 uomini, tutti arruolati e munito di nove AD Skyraider. Lo squadrone era sotto il controllo operativo dell'Operational Development Force (ora Commander Operational Test and Evaluation Force), era incaricato di sviluppare e valutare le tattiche e le tecniche degli aerei per la consegna di armi speciali aerotrasportate. Negli anni '70, lo squadrone fu ribattezzato Air Test and Evaluation Squadron Five, ma mantenne la sua designazione VX-5.
Nel corso degli anni, lo VX-5 ha mantenuto numerosi distaccamenti negli Stati Uniti per sfruttare appieno la varietà e la diversità delle strutture disponibili e per aiutare a mantenere lo Squadrone al passo con le ultime tattiche della flotta. Questi distaccamenti hanno incluso NAS Oceana, Virginia; Centro di valutazione delle armi navali a Kirtland AFB, New Mexico; NAS Whidbey Island, Washington; e l'ex NAS Sanford, Florida.

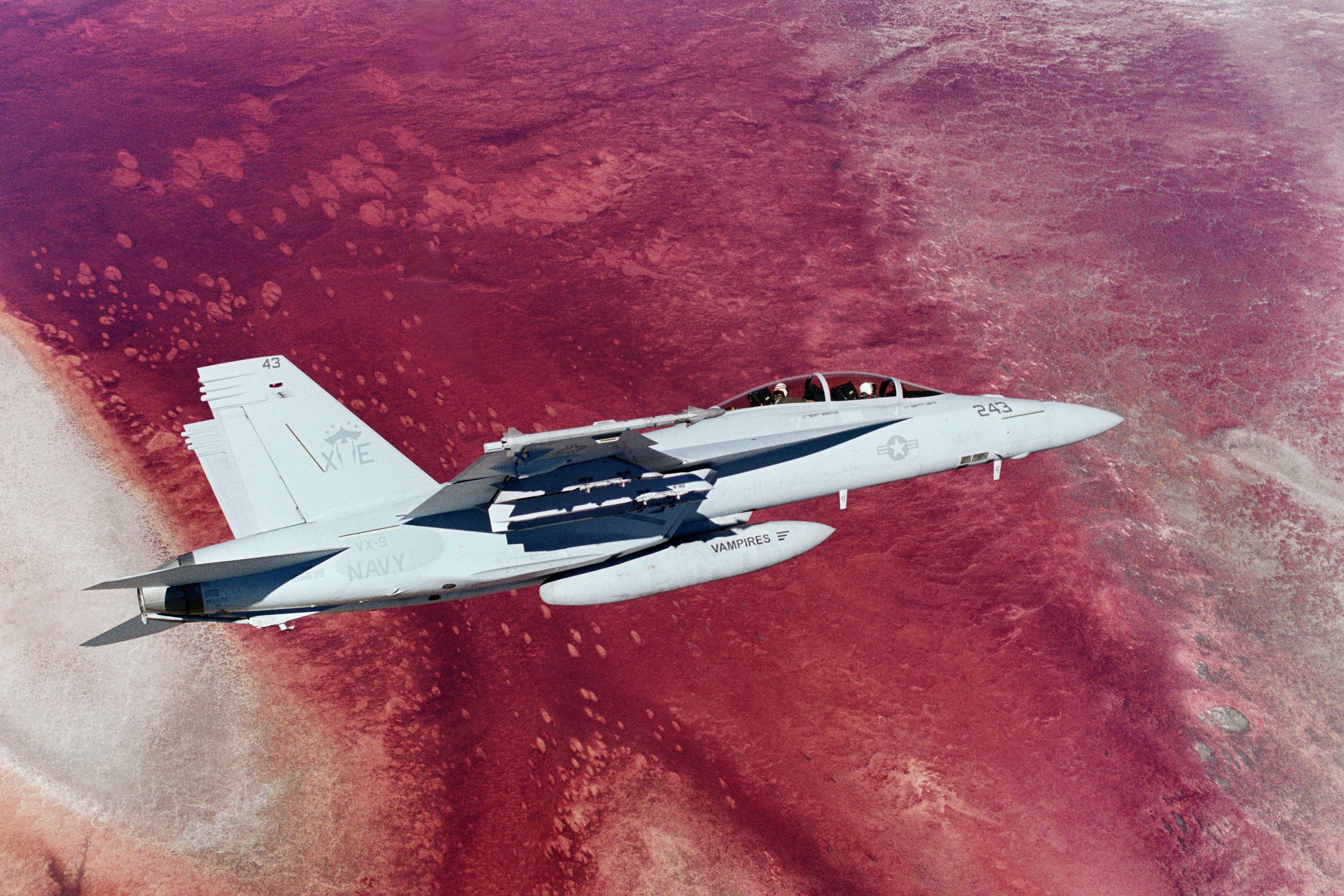
Un F/A-18F Super Hornet del VX-9 sul Lago Owens nelle vaste aree di prova della Sierra orientale e del deserto del Mojave.

Nel luglio 1956 il VX-5 si trasferì alla Naval Air Weapons Station China Lake, in California, come comando inquilino indipendente a causa della disponibilità di gamme e strutture di strumentazione notevolmente migliorate. Nel gennaio 1985, il distaccamento del VX-5 a Whidbey Island, che stava supervisionando gli sviluppi relativi al sistema d'arma EA-6B, venne trasferito a China Lake. Da allora, sono stati effettuati distaccamenti temporanei a livello nazionale dall'Alaska alla Florida, come richiesto per testare armi aviotrasportate in una varietà di condizioni.
Nel giugno 1993, il capo delle operazioni navali ordinò che lo squadrone di test e valutazione aereo della comunità degli aerei da combattimento quattro VX-4 a NAS Point Mugu, California e il VX-5 venissero fusi in un unico squadrone di test e valutazione operativo il VX-9, con un distaccamento F-14 Tomcat permanente da localizzare a Point Mugu. Questa iniziativa è stata lanciata come parte delle riduzioni delle forze navali statunitensi all'indomani della Guerra Fredda.
Tra la fine di settembre e i primi giorni di ottobre 2024, è stato avvistato un F/A-18F dello squadrone, presso il poligono navale di Point Mugu, equipaggiato con nuovi missili aria-aria in via di sviluppo. Il velivolo era dotato di nove missili antiaerei ossia: 4 missili AIM-174B (la versione aria-aria dell’SM-6, con oltre 400 km di portata), 3 missili AIM-120D AMRAAM (190 km di portata in quest’ultima versione, quindi quasi come il futuro AIM-260 JATM attualmente in sviluppo), e 2 AIM-9X nella nuova variante Block-II. Sette dei nove missili, avrebbero una gittata maggiore rispetto ai AIM-54C Phoenix (180 km), utilizzato dagli F-14 fino al 2004.

## Operazioni in corso
Oggi, il VX-9 ha circa 61 ufficiali, 290 arruolati e 25 velivoli al NAS China Lake, tra cui: l'F/A-18E /F Super Hornet, EA-18G Growler, F/A-18C / D Hornet.
Fino al ritiro dell'F-14 Tomcat, l'unità aveva anche 4 F-14A, 3 F-14B e 4 F-14D al NAS Point Mugu. Sebbene il distaccamento di Point Mugu abbia cessato le operazioni, da allora è stato istituito un nuovo distaccamento del VX-9 a Edwards AFB, in California, per l'F-35C Lightning II.
In genere, gli equipaggi sono qualificati in più di uno di questi tipi di aeromobili, il che aumenta la loro versatilità e fornisce una base più ampia di competenze che possono essere applicate a ciascun progetto. La missione del VX-9 è cresciuta fino a includere la valutazione operativa di aerei da combattimento, caccia e guerra elettronica, sistemi d'arma e attrezzature e per sviluppare procedure tattiche per il loro impiego.
Per quanto riguarda la catena di comando, operativamente, il VX-9 fa capo al Comandante, alla Forza operativa di test e valutazione (COMOPTEVFOR) e amministrativamente al Comandante, alla US Naval Air Force, Pacific Fleet (COMNAVAIRPAC).

## Galleria d'immagini

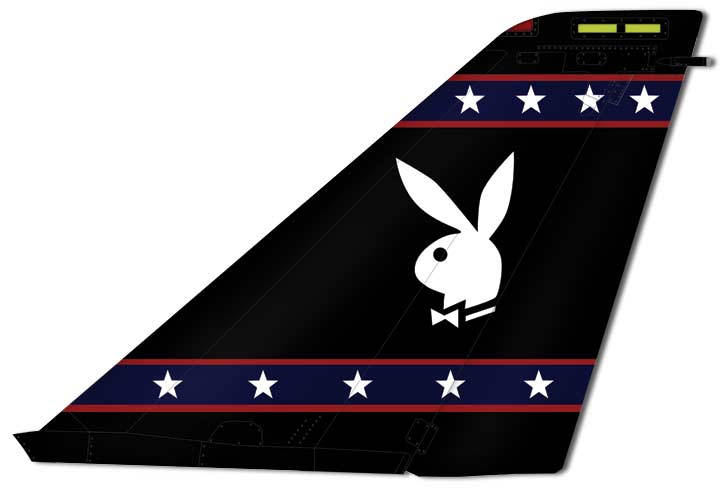
Segni di coda di un F-14 del DVX-9 a Point Mugu
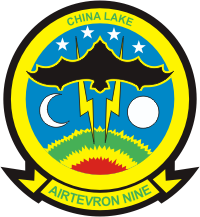
Vecchia insegna del VX-9
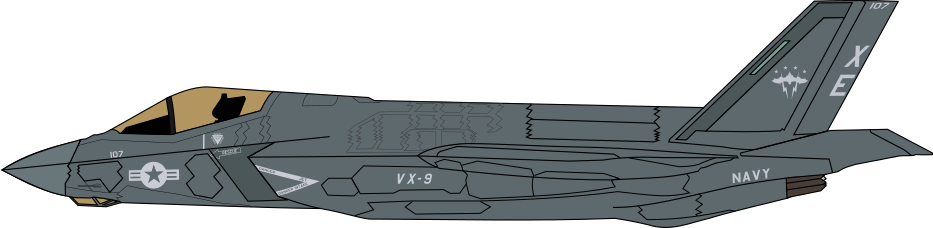
Un F-35C con i colori del VX-9